# Usine élévatoire de Trilbardou
L'usine élévatoire de Trilbardou est un établissement, situé à Trilbardou, permettant d'alimenter le canal de l'Ourcq à partir des eaux de la Marne. Elle se trouve en contrebas du canal, à 39 km du bassin de la Villette.
Datant de 1865 et classée monument historique en 1989, elle est toujours en état de fonctionnement mais l'alimentation du canal est désormais essentiellement assurée par des pompes électriques installées dans un bâtiment à l'entrée du site.
La télésurveillance du canal de l'Ourcq et de ses installations techniques est assurée depuis un poste de commande installé dans l'usine.

## Histoire

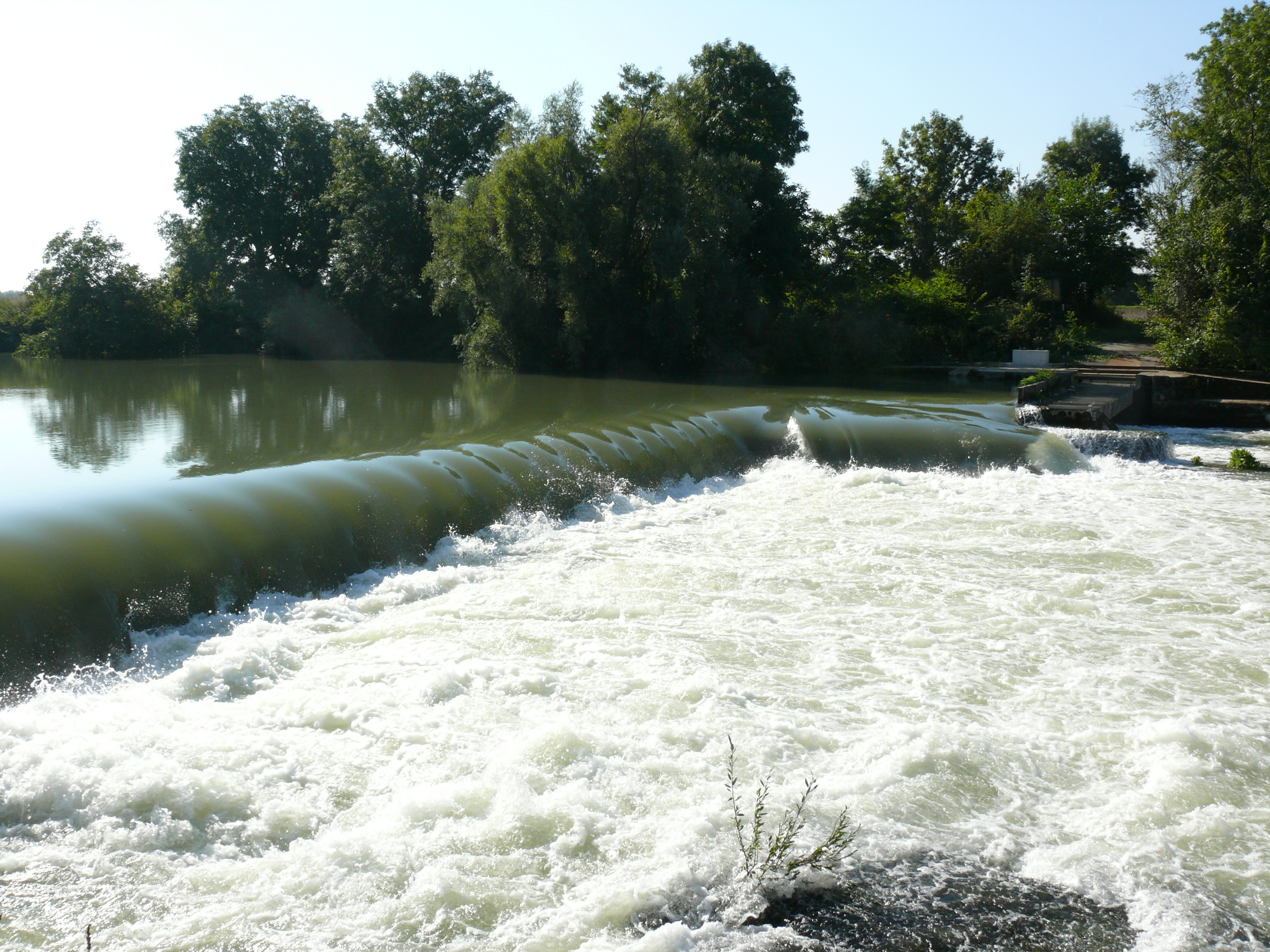
Le barrage sur la Marne fournissait l'énergie à l'usine élévatoire, avant que la roue Sagebien soit relayée par des pompes électriques.

Le canal de l'Ourcq, mis en service en 1821, est essentiellement alimenté en eau par la rivière d'Ourcq, la Beuvronne et la Thérouanne et d'autres affluents mineurs de l'Ourcq. 
Toutefois, les étés 1858 et 1865 furent des périodes de sécheresse durant lesquels la navigation sur le canal fut pratiquement paralysée. La ville de Paris obtint deux décrets du 14 avril 1866 l'autorisant à puiser de l'eau de la Marne sur deux sites situés, l'un à Isles-les-Meldeuses et l'autre à Trilbardou, là où le canal était établi à proximité de la rivière.
En effet, les besoins pour la navigation sur les canaux et les autres usages nécessitent un débit de 10 m3/s. Or, si l'Ourcq peut apporter plus de 20 m3/s par temps hivernal, le débit peut tomber à 1,5 m3/s en période d'étiage, ce qui rend nécessaire le renfort des eaux de la Marne.
La ville fait donc installer en 1865, dans l'urgence, des machines à vapeur système Farcot, dont la puissance, modeste, permettait de puiser dans la Marne 40 litres d'eau par seconde, et entreprend la construction de l'usine élévatoire de Trilbardou qui sera équipée entre autres de pompes et moteur hydraulique système Sagebien ainsi que l'usine élévatoire de Villers-lès-Rigault avec une machine à roues turbines de Girard.
Après le choc pétrolier de 1973, la restauration des installations d'Alphonse Sagebien fut entreprise. Le chef d'atelier de l'usine de Trilbardou en assura la mise en œuvre.

## Description

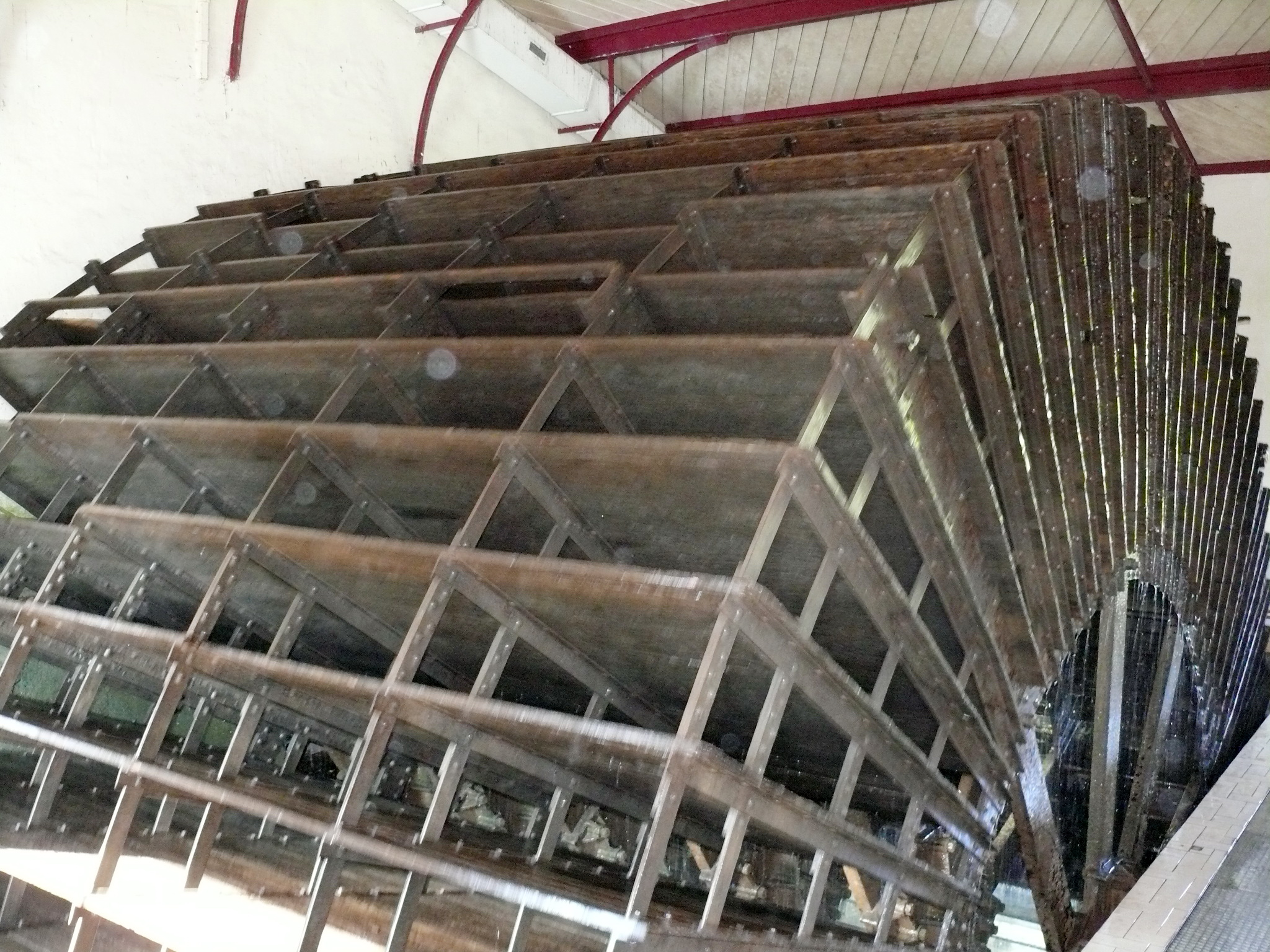
La roue système Sagebien de l'usine de Trilbardou.

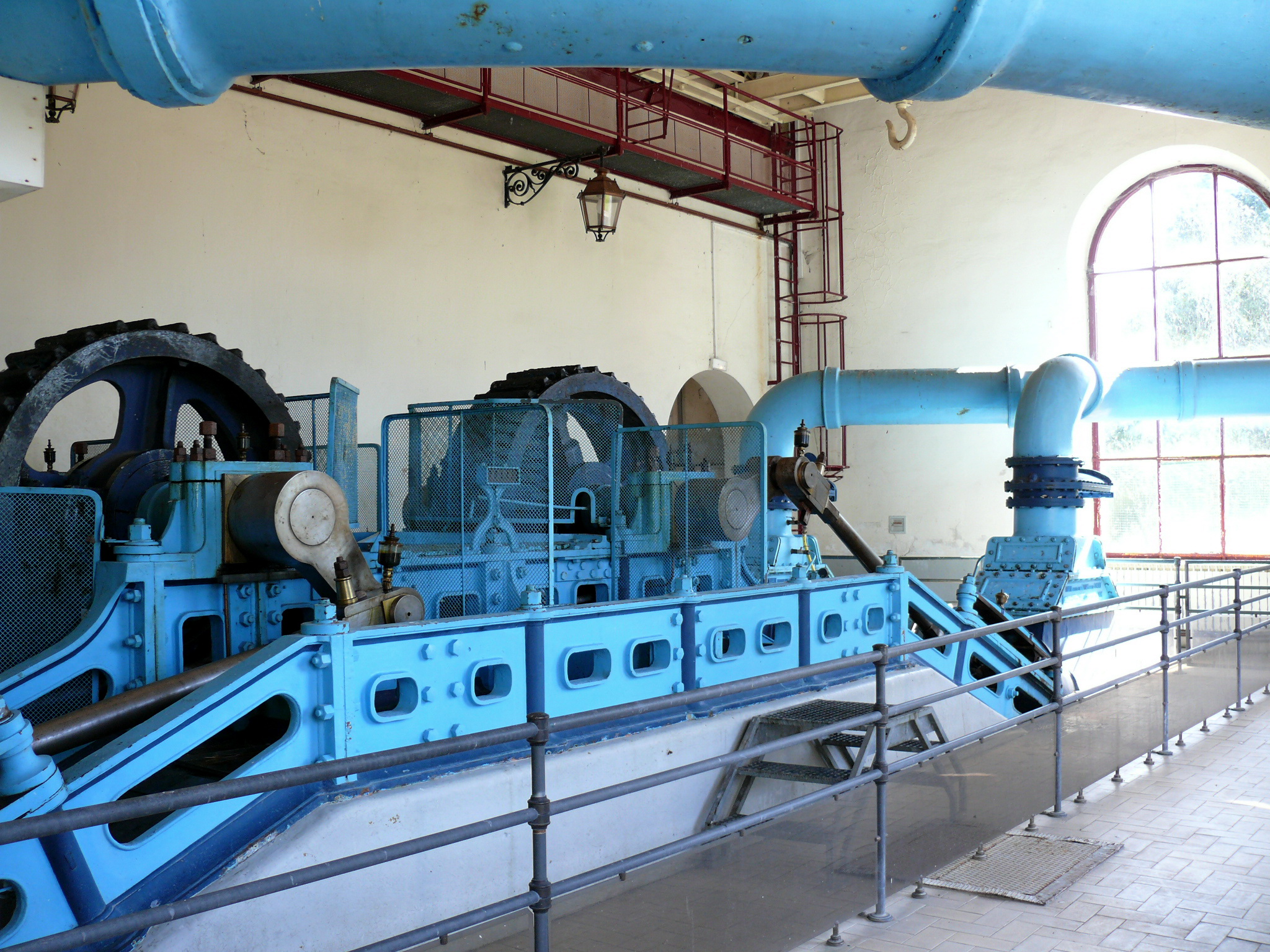
Elle entraine quatre pompes foulantes/refoulantes. On voit ici deux de ces pompes, ainsi que la transmission de l'énergie produite par la roue hydraulique.

L'usine de Trilbardou est édifiée à l'emplacement d'une ancienne usine de tréfilerie et de laminage, les établissements Languenard, qui puisaient leur force motrice dans une chute de la Marne de 80 cm. La ville de Paris racheta les installations et les droits d'eau après un incendie, ainsi que le moulin de Mareuil-lès-Meaux, dont elle supprima le barrage, portant ainsi la chute de Trilbardou à 1,20 m.
Compte tenu de cette faible hauteur de chute, mais de l'importance du débit de la Marne, une usine élévatoire alimentée par une roue hydraulique système Sagebien était parfaitement adaptée aux besoins, et cette technique, bien maîtrisée à l'époque, permettait d'obtenir un rendement énergétique de 85 % à 90 %.
Ce type de roues a comme particularité de posséder des aubes non radiales, de manière qu'elles soient inclinées à 45 degrés lorsqu'elles pénètrent dans l'eau, évitant ainsi de provoquer des chocs et des tourbillons qui réduiraient le rendement du système tout en nécessitant plus d'entretien du dispositif. Les pertes d'énergie sont donc réduites et l'eau travaille plus par son poids que par sa vitesse.
La roue Sagebien mise en œuvre, de 11 mètres de diamètre et 6 mètres de largeur, est la plus importante jamais construite, les roues de moulin habituelles ayant un diamètre de 4 à 8 mètres. Elle comprend 70 aubes en sapin de Lorraine, soit 28 m3 de bois, ainsi qu'un arbre métallique en fer forgé de 17 t, long de 11,50 m, reposant sur trois paliers suiffés et tournant à 1,5 tour par minute.
Sur l'axe de l'arbre moteur se trouve un pignon de 100 dents, engrenant deux roues plus petites tournant, elles, à 5 tours par minute et qui entrainent par l'intermédiaire de quatre bielles quatre pompes foulantes/refoulantes conçues également par Sagebien.
La puissance de ce moteur hydraulique n'est que de 150 ch (environ 110 kW), ce qui semble faible aujourd'hui, mais suffit pour animer les quatre pompes, capables de déverser ensemble dans le canal, situé 15 m plus haut que la Marne, environ 320 litres par seconde dans de bonnes conditions de chute.
Eugène Belgrand, alors chef du service des eaux et des égouts de la ville de Paris, estimait de cette machine que son rendement en eau montée, lorsque la chute est bonne est égal à 70 % de la puissance théorique de cette chute. C'est certainement le meilleur moteur que la Ville possède.
Toutefois, si cette installation était bien adaptée au site, elle était lourde et  lente, ce qui impliquait transmissions complexes et onéreuses pour générer un mouvement plus rapide adapté à la vitesse de travail des pompes